# Prussian Blue
Prussian Blue fue un dúo estadounidense formado en el año 2003 por April Gaede, madre de las gemelas Lamb y Lynx Gaede, nacidas el 30 de junio de 1992 y originarias de la localidad de Bakersfield, en California.
El grupo abogaba por el nacionalismo blanco, negaban el Holocausto y reivindicaban tanto a la Alemania nacionalsocialista como a su líder, Adolf Hitler.
Editaron solamente dos discos: "Fragment of the Future" (2004) y "The Path We Chose" (2005) junto con una serie de videos, y los sencillos "Your Daddy" y "Stand Up", lanzados en junio y julio de 2006, respectivamente.
Las gemelas que conformaban este dúo estaban totalmente influidas por la madre, que profesaba ideas nacionalsocialistas y era una militante activa de dicho movimiento.

## Historia
La primera vez que Lamb y Lynx actuaron públicamente fue en 2001, presentándose en el festival nacionalsocialista "Eurofest", celebrado anualmente en Estados Unidos. Al año siguiente comenzaron a tocar instrumentos musicales (Lamb toca la guitarra y Lynx el violín) y aparecieron en un especial de VH1 llamado "Inside Hate Rock", acerca de las tendencias musicales del nacionalsocialismo y el nacionalismo blanco en general. En 2003 aparecieron en el documental "Louis and the nazis", y aparecieron brevemente en la película de terror "Dark Walker".
En 2004 editaron su primer disco, "Fragment of the Future", que se distinguió por un sonido predominantemente country.
En 2005 fueron nombradas por diversas publicaciones, al tiempo que los videos de su disco eran lanzados, siendo estos emitidos por Televisión Nacional. Ese mismo año salió al aire un especial televisivo de "ABC prime time show" sobre el grupo, provocando que su popularidad se disparara, recibiendo las visitas de cerca de 1 millón de usuarios 24 horas después de la emisión del programa, y consiguiendo que sus nombres alcanzaran el puesto número uno en Google como las más buscadas.
Durante todo ese año continuaron gozando de una extensa cobertura mediática en medios impresos, televisivos y de radio. 
En 2006 editaron su segundo álbum de estudio, "The Path We Chose", cambiando el estilo anteriormente adoptado por uno más cercano al pop rock, incorporando la guitarra eléctrica. Este disco, a diferencia de su predecesor, fue mezclado con canciones de índole no política. El grupo volvió a levantar polémicas y medios de todo el mundo difundieron su imagen. Asimismo, la familia aceptó hacer otro documental con la cadena ABC, consistiendo en el seguimiento, por parte de cámaras, de la vida diaria de las gemelas y su madre, con la finalidad de mostrar la realidad de su vida personal. 
El documental fue emitido a mediados de 2007 con el nombre de "Nazi Pop Twins" y mostrando a una familia disfuncional, con ambas jóvenes tratando de separarse de las ideas racistas férreamente inculcadas por su madre. Entre las escenas se puede ver una ocasión en que son sacadas por la fuerza de un bar cuando desvelan el carácter racista del grupo, y otra en la que Lynx confiesa sentirse "culpable" por el odio que siente hacia la raza negra, admitiendo que "no quiere ser vista como una nacionalista blanca". El documental también abarca su mudanza de California a Montana y la oposición que recibe la familia por un grupo de activistas. 
Ese mismo año Prussian Blue comenzó una gira por Estados Unidos y algunos países de Europa. 
Actualmente ambas han abandonado las ideas extremistas. Habían sido autorizadas a fumar marihuana por motivos terapéuticos (una de ellas enfermó de cáncer), y su visión del mundo cambió a partir de ello, convirtiéndose incluso en activistas a favor de la legalización de dicha droga.